# Titularbistum Cabarsussi
Cabarsussi ist ein Titularbistum der römisch-katholischen Kirche. 
Es geht zurück auf ein Bistum der Antike in der römischen Provinz Byzacena.
| Titularbischöfe von Cabarsussi |                                        |                                                                   |                    |                   |
| Nr.                            | Name                                   | Amt                                                               | von                | bis               |
| 1                              | Gabriel Kihimbare                      | Weihbischof in Gitega (Burundi)                                   | 29. September 1964 | 15. Dezember 1964 |
| 2                              | Joseph Blomjous MAfr                   | emeritierter Bischof in von Mwanza (Tansania)                     | 15. Oktober 1965   | 13. Mai 1977      |
| 3                              | Arnaldo Clemente Canale                | Weihbischof in Buenos Aires (Argentinien)                         | 10. Juni 1977      | 30. Juli 1990     |
| 4                              | Albert Malcolm Ranjith Patabendige Don | Weihbischof in Colombo (Sri Lanka)                                | 17. Juni 1991      | 2. November 1995  |
| 5                              | José María Pinheiro                    | Weihbischof in Guajará-Mirim Weihbischof in São Paulo (Brasilien) | 12. Februar 1997   | 9. März 2005      |
| 6                              | Joaquim Justino Carreira               | Weihbischof in São Paulo (Brasilien)                              | 24. März 2005      | 23. November 2011 |
| 7                              | António Manuel Moiteiro Ramos          | Weihbischof in Braga (Portugal)                                   | 8. Juni 2012       | 4. Juli 2014      |

## Weblink
- Eintrag zu Titularbistum Cabarsussi auf catholic-hierarchy.org